# Música minimalista
Nas últimas três décadas o termo minimalismo foi usado para eventualmente referir-se à produção musical que reúne as seguintes características: repetição frequentemente de pequenos trechos, com pequenas variações através de grandes períodos de tempo ou estaticidade na forma de tons executados durante um longo tempo; ritmos quase hipnóticos. É frequentemente associada (e inseparável) da composição na música eletrônica. 
Esta conexão é provavelmente uma das razões que fazem com que compositores chamados minimalistas não se sintam à vontade com o termo. Philip Glass (talvez o mais popular compositor entre aqueles chamados minimalistas), cujo grupo inicialmente apresentou-se em galerias de arte nas quais seus amigos (artistas minimalistas) expunham, chegou a dizer que "Aquela palavra [minimalismo] deveria ser extinta" (That word should be stamped out!).
Além de Philip Glass, Steve Reich, Arvo Part, John Coolidge Adams são os mais famosos compositores minimalistas.

## História
A música minimalista é um género originário dos Estados Unidos da América e que se cataloga como experimental ou downtown. Terá origens na década de 1960 e é baseada na harmonia consonante, em pulsações constantes, no estático ou nas lentas transformações, muitas vezes na reiteração das frases musicais em pequenas unidades como figuras, motivos e células. Este movimento começou como movimento underground nos espaços alternativos de San Francisco e logo se fez ouvir nos ambientes dos lofts de Nova Iorque. O minimalismo musical expandiu-se até ser o estilo mais popular da música experimental do século XX. Inicialmente chegou a envolver dezenas de compositores, apesar de que só quatro deles terão alcançado relevância - Terry Riley, Steve Reich, Philip Glass, e, com menos visibilidade mas muita originalidade, La Monte Young. Na Europa os seus maiores exponentes são Louis Andriessen, Karel Goeyvaerts, Michael Nyman, Stefano Ianne, Gavin Bryars, Steve Martland, Henryk Górecki, Arvo Pärt, Wim Mertens e John Tavener.
A palavra "minimalista" foi empregada pela primeira vez em 1968 numa referência à obra de Michael Nyman numa crítica sobre a sua peça Cornelius Cardew, do álbum The Great Digest. Nyman posteriormente alargou a sua definição de minimalismo na música no seu livro de 1974 Experimental Music: Cage and Beyond. Tom Johnson, um dos poucos que se autoreconhece como minimalista no campo da música, reclama ser um dos poucos compositores que a usar esta categoria ao analisar The Village Voice.

## Leituras especializadas
- Mertens, Wim (1980/1983/1988). American Minimal Music, trans. J. Hautekiet. ISBN 0-912483-15-6. "Still stands as the single extended culture-critical treatment of American minimalism" (Fink 2005, p. 5).